# Vuelta Ciclista del Uruguay 1947
La 4ª edición de la Vuelta Ciclista del Uruguay se llevó a cabo entre el 27 de marzo y el 6 de abril de 1947.
En un principio estuvo planificada para ser 10 etapas, pero dos de ellas (la 5.ª y la 6), debieron ser anuladas por el mal estado de los caminos.
En definitiva fueron 8 etapas y 1443 los kilómetros recorridos y Atilio François, (el "león de Carmelo") consiguió triunfar en la general y obtuvo su segunda consagración en la Vuelta.

## Etapas
| Etapa      | Fecha       | Recorrido            | Km    | Ganador de la etapa           | Líder de la clasificación general |
| 1.ª etapa  | 27 de marzo | Montevideo-Trinidad  | 232.1 | Cristóbal Trueba (Fénix)      | Cristóbal Trueba (Fénix)          |
| 2.ª etapa  | 28 de marzo | Trinidad-Colonia     | 213.7 | Simón Benero (Unión Durazno)  | Cristóbal Trueba (Fénix)          |
| 3.ª etapa  | 29 de marzo | Colonia-Mercedes     | 195.7 | José María Trueba (Belvedere) | Cristóbal Trueba (Fénix)          |
| 4.ª etapa  | 30 de marzo | Mercedes-Salto       | 250.3 | Atilio François (Veloz)       | Atilio François (Veloz)           |
| 5.ª etapa  | 31 de marzo | Salto-Tacuarembó     | 219.2 | Anulada                       | Atilio François (Veloz)           |
| 6.ª etapa  | 2 de abril  | Tacuarembó-Melo      | 131   | Anulada                       | Atilio François (Veloz)           |
| 7.ª etapa  | 3 de abril  | Melo-Treinta y Tres  | 111.4 | Atilio François (Veloz)       | Atilio François (Veloz)           |
| 8.ª etapa  | 4 de abril  | Treinta y Tres-Rocha | 175.1 | Félix Álvarez (Olimpia)       | Atilio François (Veloz)           |
| 9.ª etapa  | 5 de abril  | Rocha-Minas          | 139.8 | Atilio François (Veloz)       | Atilio François (Veloz)           |
| 10.ª etapa | 6 de abril  | Minas-Montevideo     | 124.7 | Atilio François (Veloz)       | Atilio François (Veloz)           |

## Clasificaciones finales
| \| 1. \| Atilio François \| Uruguay \| Veloz Uruguay \| 52h 36' 48s \| \| 2. \| Miguel García \| Argentina \| River Plate Argentina \| a 23' 31s \| \| 3. \| Guillermo Corbella \| Uruguay \| Cerro Uruguay \| a 35' 50s \| \| 4. \| Julián Reyes Mesa \| Uruguay \| Alas Rojas (Nueva Helvecia) Uruguay \| a 38' 32s \| \| 5. \| Washington Pérez \| Uruguay \| Peñarol Uruguay \| a 43' 12s \| \| 6. \| Abel Vera \| Uruguay \| Bequeló (Mercedes) Uruguay \| a 47' 18s \| \| 7. \| Alejo Recuero \| Uruguay \| Empalme Olmos Uruguay \| a 52' 27s \| \| 8. \| Julio Di Landro \| Uruguay \| Peñarol Uruguay \| a 1h 02' 18s \| \| 9. \| Cecilio López \| Uruguay \| Fénix Uruguay \| a 1h 03' 08s \| \| 10. \| Simón Benero \| Uruguay \| Unión (Durazno) Uruguay \| a 1h 18' 42s \| |                    |           |                                     |              |
| 1. | Atilio François    | Uruguay   | Veloz Uruguay                       | 52h 36' 48s  |
| 2. | Miguel García      | Argentina | River Plate Argentina               | a 23' 31s    |
| 3. | Guillermo Corbella | Uruguay   | Cerro Uruguay                       | a 35' 50s    |
| 4. | Julián Reyes Mesa  | Uruguay   | Alas Rojas (Nueva Helvecia) Uruguay | a 38' 32s    |
| 5. | Washington Pérez   | Uruguay   | Peñarol Uruguay                     | a 43' 12s    |
| 6. | Abel Vera          | Uruguay   | Bequeló (Mercedes) Uruguay          | a 47' 18s    |
| 7. | Alejo Recuero      | Uruguay   | Empalme Olmos Uruguay               | a 52' 27s    |
| 8. | Julio Di Landro    | Uruguay   | Peñarol Uruguay                     | a 1h 02' 18s |
| 9. | Cecilio López      | Uruguay   | Fénix Uruguay                       | a 1h 03' 08s |
| 10. | Simón Benero       | Uruguay   | Unión (Durazno) Uruguay             | a 1h 18' 42s |